# Rainn Wilson

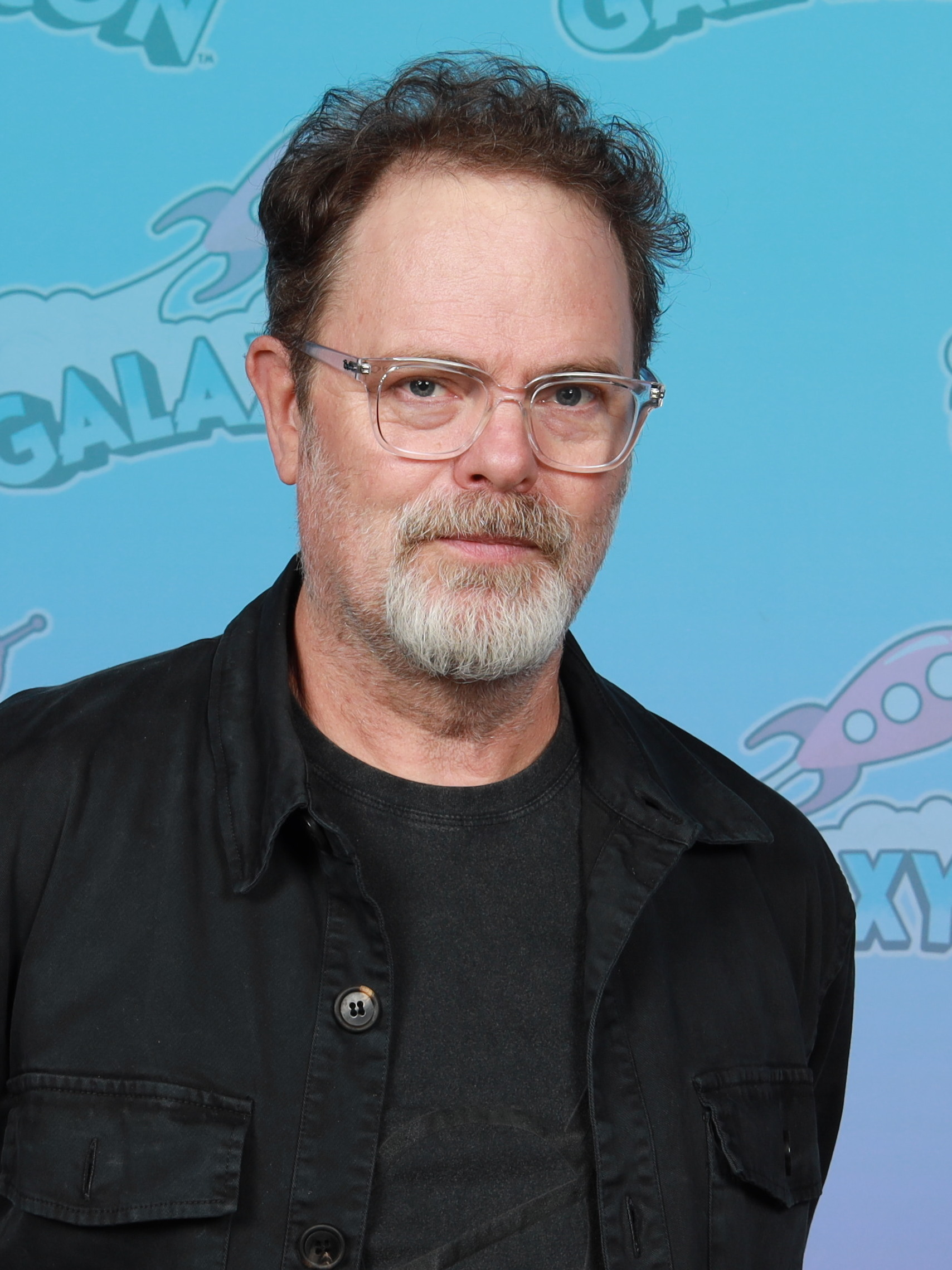
Rainn Wilson (April 2025)

Rainn Percival Dietrich Wilson (* 20. Januar 1966 in Seattle, Washington) ist ein US-amerikanischer Schauspieler.

## Leben
Wilson wuchs in Seattle im US-Bundesstaat Washington auf. Dort ging er auf die Central Middle School und anschließend auf die Shorecrest High School in Shoreline. Als seine Eltern nach Willmette in Illinois zogen, um in einem Gemeindezentrum am Bahaitempel zu arbeiten, ging er dort auf die New Trier High School. Als Bahai engagiert er sich auch für die verfolgten Bahai im Iran. An der Tufts University in Massachusetts und an der University of Washington erhielt er eine Theater-Ausbildung. Danach absolvierte er die Tisch School of the Arts in New York City.
Seit 1995 ist Wilson mit der Schriftstellerin Holiday Reinhorn verheiratet. Er lernte sie in der Schauspielklasse am College kennen und hat mit ihr einen 2004 geborenen Sohn.

## Karriere
Bekannt ist Wilson für seine Rolle des Dwight Schrute in der US-amerikanischen Fassung der Serie The Office, für die er zwischen 2007 und 2009 dreimal für den Emmy nominiert wurde, sowie für die Hauptrolle im Film The Rocker – Voll der (S)Hit von 2008.

## Filmografie (Auswahl)

### Spielfilme
- 1999: Galaxy Quest – Planlos durchs Weltall (Galaxy Quest)
- 2000: Almost Famous – Fast berühmt (Almost Famous)
- 2001: America’s Sweethearts
- 2002: Voll Frontal (Full Frontal)
- 2003: Haus der 1000 Leichen (House of 1000 Corpses)
- 2005: Sahara – Abenteuer in der Wüste (Sahara)
- 2006: Die Super-Ex (My Super Ex-Girlfriend)
- 2007: Juno
- 2007: Mimzy – Meine Freundin aus der Zukunft (The Last Mimzy)
- 2008: The Rocker – Voll der (S)Hit (The Rocker)
- 2009: Monsters vs. Aliens (Stimme)
- 2009: Transformers – Die Rache (Transformers: Revenge of the Fallen)
- 2010: Super – Shut Up, Crime! (Super)
- 2010: Peep World
- 2011: Hesher
- 2013: The Stream
- 2014: Cooties
- 2015: Uncanny
- 2015: The Boy
- 2016: Army of One
- 2017: Die Schlümpfe – Das verlorene Dorf (Smurfs: The Lost Village, Stimme)
- 2017: Shimmer Lake
- 2018: Meg (The Meg)
- 2019: Blackbird – Eine Familiengeschichte (Blackbird)
- 2020: Don’t Tell a Soul
- 2022: Weird: Die Al Yankovic Story (Weird: The Al Yankovic Story)
- 2022: Jerry und Marge – Die Lottoprofis (Jerry & Marge Go Large)
- 2023: Ezra – Eine Familiengeschichte (Ezra)
- 2024: Empire Waist

### Serien
- 1997: Liebe, Lüge, Leidenschaft (One Life to Live)
- 2001: Charmed – Zauberhafte Hexen (Charmed)
- 2001: Dark Angel
- 2001: CSI: Den Tätern auf der Spur (CSI: Crime Scene Investigation)
- 2002: Law & Order: New York (Law & Order: Special Victims Unit)
- 2003: Monk (Staffel 2, Folge 2)
- 2003–2005: Six Feet Under – Gestorben wird immer (Six Feet Under)
- 2005: Numbers – Die Logik des Verbrechens (NUMB3RS)
- 2005: Entourage
- 2005–2013: Das Büro (The Office)
- 2006: The Office: The Accountants (Webserie)
- 2009: Reno 911!
- 2014: Backstrom
- 2016: Roadies
- 2017: Star Trek: Discovery (zwei Folgen)
- 2019: Star Trek: Short Treks (eine Folge)
- 2019–2021: Mom
- 2020: Utopia
- 2021: The Rookie (eine Folge)
- 2023: Eine Frage der Chemie (Lessons in Chemistry)